# 1001 Rezepte eines verliebten Kochs
1001 Rezepte eines verliebten Kochs (georgisch შეყვარებული კულინარის 1001 რეცეპტი / Scheqwarebuli kulinaris 1001 rezepti; englisch: A Chef in Love) ist ein georgischer Film und eine romantische Komödie der Regisseurin Nana Dschordschadse aus dem Jahr 1996. Pierre Richard spielt den in eine georgische Prinzessin verliebten Koch. Bei der Oscarverleihung 1997 war der Spielfilm in der Kategorie Bester fremdsprachiger Film für den Oscar nominiert.

## Handlung
Der Sohn von Cecilia, der Geliebten des französischen Reisenden Pascal Ichak übersetzt der Nichte Ichaks in den 1990ern seine Lebenserinnerungen. So wird in Rückblenden die Geschichte des Reisenden und Kochs Pascal Ichak erzählt, der sich im Georgien der 1920er im Zug in die georgische Prinzessin Cecilllia verliebt. Sie wird seine Geliebte, nachdem der deutlich ältere Mann sie kulinarisch verführt. Durch seinen Geruchssinn rettet er dem Präsidenten der Demokratischen Republik Georgien das Leben. Er darf darauf in Tiflis ein Feinschmeckergeschäft eröffnen. Die Liebesgeschichte verläuft problemlos, bis im Rahmen des russischen Bürgerkriegs die Rote Armee in den Kaukasus vordringt. Er wird gezwungen sein Geschäft aufzugeben und muss im Keller leben. Sie wird in die Beziehung mit einem Parteifunktionär gezwungen. Er verhungert, hinterlässt aber seine Rezepte und das Manuskript. Bei der Übersetzung lernt Cecilias Sohn, dass Ichak sein leiblicher Vater ist.

## Hintergrund
Der Film greift die Geschichte eines französischen Kochs auf, der tatsächlich nach der kommunistischen Machtübernahme in Räumen über seinem ehemaligen Restaurant verhungerte.
Als Pierre Richard 1995 Nana Dschordschadse in Cannes traf, war seine Filmkarriere am abkühlen. Der Film war für ihn ein Comeback.

## Rezeption
Der Filmdienst wertet den Film als einen vielschichtigen Film, angesiedelt zwischen Komödie und Melodram, der das Erbe der Vergangenheit in der Gegenwart suche und die vitale Überlebenskraft des Schöngeistigen feiere. Für die New York Times ist 1001 Rezepte ein zeittypischer Film, wie er nur nach der Perestroika gedreht werden konnte. Es gehe nicht nur um ein Feiern von guter Küche, sondern auch eine Rückbesinnung auf präkommunistische Werte. Die Aussage Ichaks, dass der Kommunismus vorübergehen, feine Küche aber überdauern würde, sei insofern zentral. Das Thema der leiblichen Vaterschaft im Film sei nicht zufällig, sondern auf die Frage der Herkunft bezogen.